# Astragalus babatagi
Astragalus babatagi es una especie de planta herbácea perteneciente a la familia de las leguminosas. Es originaria del Asia
Es una planta herbácea perennifolia originaria de Afganistán, Tayikistán y Uzbekistán.

## Taxonomía
Astragalus babatagi fue descrita por Mijaíl Popov y publicado en Trudy Sredne-Aziatsk. Gosud. Univ., Ser. 8b, Bot. 3: 41. 1928
Etimología
Astragalus: nombre genérico derivado del griego clásico άστράγαλος y luego del Latín astrăgălus aplicado ya en la antigüedad, entre otras cosas, a algunas plantas de la familia Fabaceae, debido a la forma cúbica de sus semillas parecidas a un hueso del pie.
babatagi: epíteto geográfico que alude a su localización en el Monte Baba-tag
sinonimia
- Astragalus babatagii Popov
- Astragalus babatagi subsp. indurescens Rassulova